# Hypena minahassalis
Hypena minahassalis là một loài bướm đêm trong họ Erebidae.